# Pelourinho (Salvador)
O Pelourinho, popularmente chamado de Pelô, é um bairro da cidade de Salvador, no Brasil. Localiza-se no Centro Histórico da cidade, na área que abrange apenas as ruas que vão do Terreiro de Jesus até o Largo do Pelourinho, o qual possui um conjunto arquitetônico colonial barroco brasileiro preservado e integrante do Patrimônio Histórico da Organização das Nações Unidas para a Educação, a Ciência e a Cultura.
Limitando-se ao norte com Pilar, Santo Antônio e Barbalho, ao sul com a Sé e Saúde, a oeste com o Comércio e a leste com Sete Portas, o Pelourinho compõe-se de ruas estreitas, enladeiradas e com calçamento em paralelepípedos. Situado no coração do centro histórico da cidade, oferece inúmeras opções de comércio, além de atrações artísticas. Há uma concentração de bares, restaurantes, boutiques, museus, teatros, igrejas e outros monumentos de grande valor histórico. Agora, é um Pelourinho revivido e colorido, repleto de atividades culturais e eventos, especialmente o Pelourinho à noite. Há também as práticas do grupo Olodum, cada domingo e terça-feira. Os Filhos de Ghandi também têm práticas lá nos meses que antecedem o carnaval. No Pelourinho, estão sedes de várias organizações, tais como a Fundação Casa de Jorge Amado, o Grupo Gay da Bahia e o Instituto do Patrimônio Artístico e Cultural (IPAC).
Na região o problema da criminalidade prejudica o desenvolvimento da atividade turística no local, bem como com problemas referentes à limpeza urbana e ao tráfico de drogas.

## Toponímia
O termo pelourinho se refere a uma coluna de pedra, localizada normalmente ao centro de uma praça, onde criminosos eram expostos e castigados. No Brasil Colônia, porém, era principalmente usado para castigar escravos.

## História
A história do bairro soteropolitano está, intimamente, ligada à história da própria cidade, fundada em 1549 por Tomé de Sousa, primeiro governador-geral do Brasil, que escolheu o lugar onde se localiza o Pelourinho por sua localização estratégica — no alto, próximo ao porto e com uma barreira natural constituída por uma elevação abrupta do terreno, verdadeira muralha de até noventa metros de altura por quinze quilômetros de extensão, facilitando a defesa da cidade.

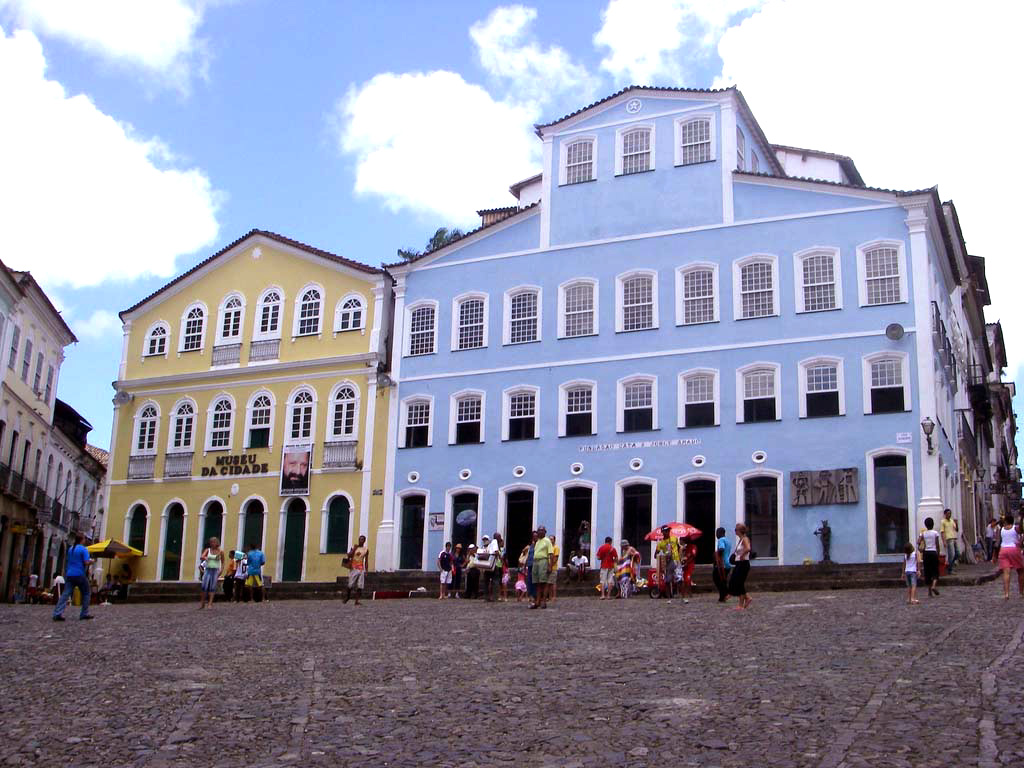
Praça José de Alencar

Era um bairro eminentemente residencial, onde se concentravam as melhores moradias até o início do século XX e como centro comercial e administrativo. A partir dos anos 1950, o Pelourinho sofreu um forte processo de degradação, com a modernização da cidade e a transferência de atividades econômicas para outras regiões da capital baiana, o que transformou aquela região do Centro Histórico em uma zona pouco valorizada mas tornando-se moradia popular e palco da cultura negra da cidade. Esta mudança demográfica que transformou o Pelourinho em um bairro negro ao decorrer do século XX deu origem aos grupos culturais e comunitários sediados no bairro que se transformaram nos anos 1980 e 1990 em atores políticos importantes á redemocratização brasileira.
Somente a partir dos anos 1980 (com o reconhecimento do casario como Patrimônio da Humanidade pela Organização das Nações Unidas para a Educação, a Ciência e a Cultura) e dos anos 1990 (com a revitalização da região e a remoção da maioria dos moradores) é que o Pelourinho transformou-se no que é hoje: um centro de cultura pública onde o estado baiano apoia a cultivação de símbolos populares e étnicos.

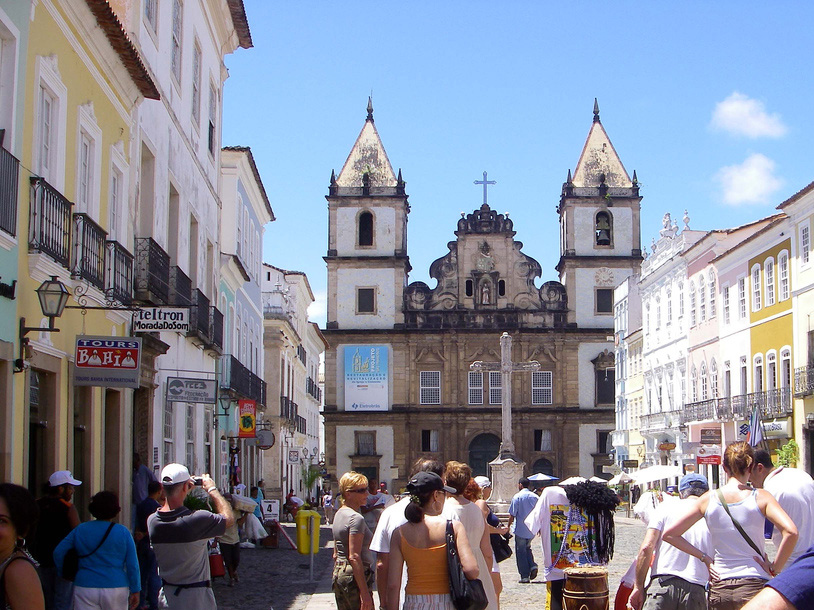
Terreiro de Jesus e Igreja de São Francisco

Nas últimas décadas, o Pelourinho passou a atrair artistas de todos os gêneros: cinema, música, pintura, tornando-o um importante centro cultural de Salvador.

### Reestruturação e revigoração
A partir do início dos anos 1990, a área foi o cerne do processo de revitalização do Centro Histórico, com a desapropriação dos moradores para a instalação de bares, lojas, pequenos comércios, escolas e recuperação de fachadas e prédios.

## Referências na cultura

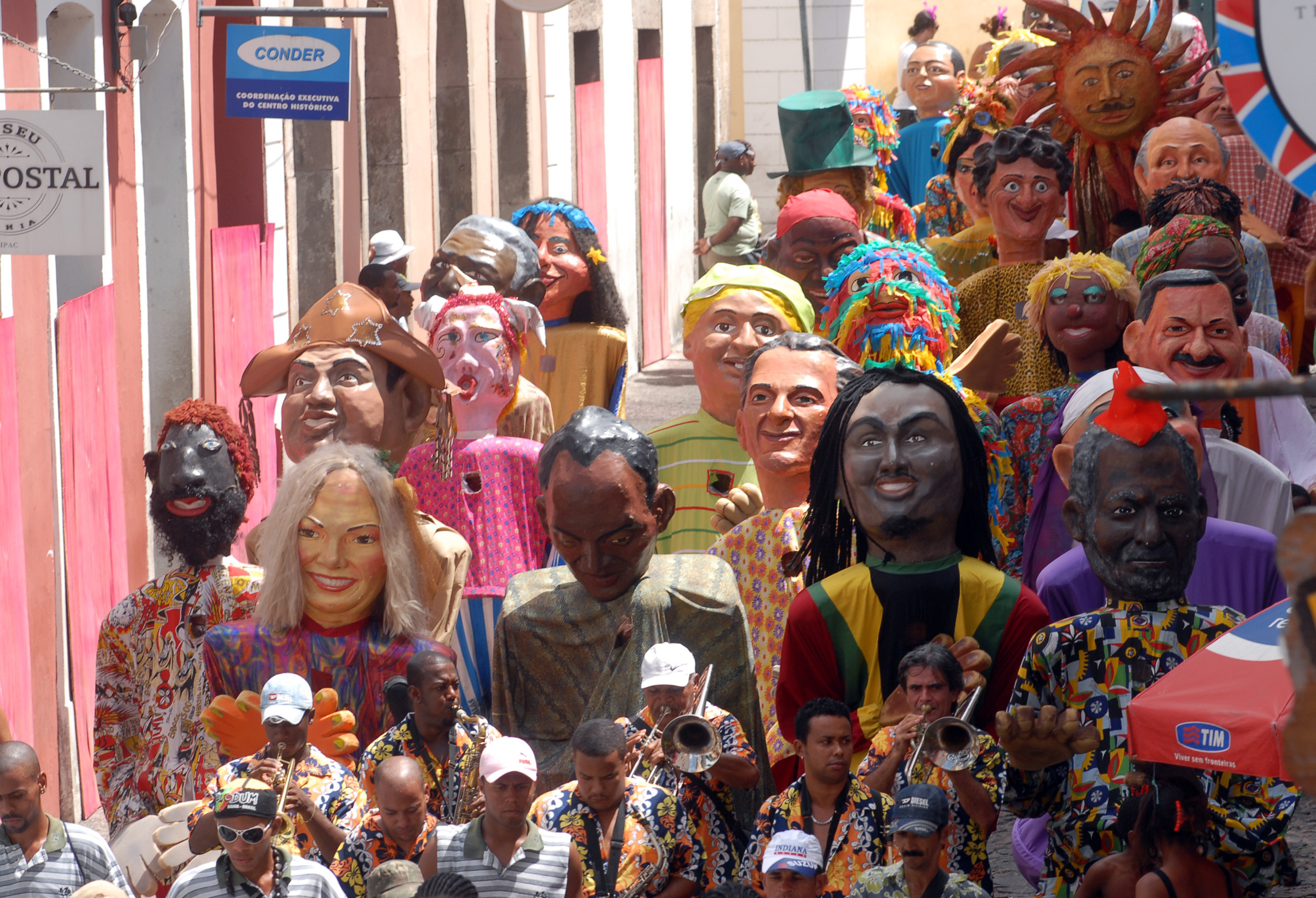
O Bloco dos Bonecões desfilando nas ruas do Pelourinho, no Carnaval de 2008